# Sekwana i Marna
Sekwana i Marna (fr. Seine-et-Marne, wymowaⓘ [sɛn e maʁn]) – francuski departament, położony w regionie Île-de-France. Departament oznaczony jest liczbą 77. Departament został utworzony 4 marca 1790 roku.
Według danych na rok 2010 liczba zamieszkującej departament ludności wynosi 1 324 865 os. (223 os./km²); powierzchnia departamentu to 5915 km². Ośrodkiem administracyjnym (prefekturą) departamentu jest Melun. 
W 2023 roku w skład departamentu wchodziło 507 gmin (lista).

## Miejscowości
Największe miejscowości departamentu (w nawiasach liczba ludności w 2021 roku):

- Meaux (55 616)
- Chelles (54 309)
- Melun (42 367)
- Pontault-Combault (38 258)
- Savigny-le-Temple (30 510)
- Villeparisis (26 822)
- Bussy-Saint-Georges (26 571)
- Champs-sur-Marne (25 695)
- Roissy-en-Brie (23 061)
- Dammarie-les-Lys (22 845)
- Torcy (22 444)
- Montereau-Fault-Yonne (22 259)
- Combs-la-Ville (22 240)
- Lagny-sur-Marne (21 191)
- Ozoir-la-Ferrière (20 692)
- Mitry-Mory (20 627)
- Le Mée-sur-Seine (20 207)
- Brie-Comte-Robert (19 213)
- Moissy-Cramayel (18 248)
- Fontainebleau (15 945)
- Noisiel (15 461)
- Coulommiers (15 250)
- Lognes (14 650)
- Saint-Fargeau-Ponthierry (14 516)
- Montévrain (13 934)
- Lieusaint (13 808)
- Avon (13 660)
- Vaires-sur-Marne (13 518)
- Nemours (13 189)
- Moret-Loing-et-Orvanne (12 581)
- Claye-Souilly (12 282)
- Provins (11 958)
- Dammartin-en-Goële (11 272)
- Vaux-le-Pénil (11 174)
- Cesson (11 140)
- Thorigny-sur-Marne (10 405)

## Znane osoby
- Maurice Boitel, malarz